# Felis silvestris reyi
Sous-espèce
Felis silvestris reyi est une sous-espèce de Chat sauvage (Felis silvestris) de la famille des Félins, dont la validité en tant que sous-espèce distincte est discutée. Ce chat sauvage de Corse est très proche du chat sarde qui est également issu vraisemblablement du Chat sauvage d'Afrique (F. s. lybica).

## Classification
À l'occasion de ses recherches sur l'hypothétique « Lynx de Corse », une nouvelle espèce de Chat sauvage, Felis reyi, est décrite en 1929  par Louis Lavauden (1881-1935) et nommée ainsi en hommage à Monsieur Rey-Jouvin, professeur au Lycée de Bastia, qui lui avait apporté le crâne et la peau d'un félin de taille relativement faible (85 cm en tout), à queue plutôt courte.
Cette nouvelle espèce est reléguée au rang de sous-espèce de Felis libyca par Pocock (1934) et Ellerman et Morrison-Scott (1951), c'est-à-dire Felis libyca reyi, puis de Felis sylvestris par Haltenorth (1957), c'est-à-dire Felis sylvestris reyi.
Étant donné que la classification actuelle n'a pas clarifié le nombre de sous-espèces de Felis silvestris, dont l'une d'elles est Felis silvestris lybica, dont la présence est attestée en Corse, la validité du rang de sous-espèce pour reyi ne fait pas consensus, de même que pour le chat sarde (Felis silvestris sarda (it)).